# PES 2016
PES 2016 (sottotitolato Pro Evolution Soccer) è un videogioco di calcio, sviluppato da Konami e facente parte della celebre serie di PES. 
La cover star universale di questa edizione è Neymar, affiancato in Europa da Álvaro Morata.
Si tratta del 15° videogioco della saga che celebra il 20º anniversario dalla prima edizione del videogioco di Konami.

## Novità
In questa edizione del gioco i movimenti dei giocatori sono stati resi più veloci e dinamici rispetto al passato ed è stato aumentato il dettaglio grafico dei volti e degli stadi. Oltre a questo, la severità degli arbitri è stata depotenziata ed è stata implementata la possibilità di scegliere l'esultanza dopo un gol tramite la pressione di un tasto. La Master League è stata rinnovata rispetto a Pes 2015 e Konami ha promesso una maggiore stabilità dei server in My Club.

## Demo
Konami ha pubblicato la demo scaricabile del gioco su PlayStation Store e Xbox Live il 13 agosto 2015 con largo anticipo rispetto al rivale FIFA 16, mentre su PC è stata pubblicata il 20 settembre successivo. Offre la possibilità di giocare con le seguenti squadre:
- Juventus
- Roma
- Bayern Monaco
- Corinthians
- Palmeiras
- Brasile
- Francia

Gli stadi messi a disposizione nella demo sono Juventus Stadium e Arena Corinthians. Quest'ultimo non è presente sulle versioni PlayStation 3, Xbox 360 e Personal computer.

## Telecronisti
- Versione italiana: Fabio Caressa e Luca Marchegiani
- Versione inglese: Peter Drury e Jim Beglin.
- Versione francese: Grégoire Margotton e Darren Tulett.
- Versione tedesca: Marco Hagemann e Hansi Küpper.
- Versione spagnola: Carlos Martínez e Julio Maldonado.
- Versione greca: Christos Sotirakopoulos e Yiorgos Thanailakis.
- Versione argentina: Mariano Closs e Fernando Niembro.
- Versione brasiliana: Silvio Luiz e Mario Beting.
- Versione portoghese: Pedro Sousa e Luís Freitas Lobo.
- Versione cilena: Fernando Solabarrieta e Patricio Yañez.
- Versione latinoamericana: Christian Martinoli e Luis García.
- Versione giapponese: Jon Kabira e Tsuyoshi Kitazawa.
- Versione araba: Raouf Khlif.

## Colonna sonora
1. We Will Rock You - Queen
2. Figure It Out - Royal Blood
3. Somebody New - Joywave
4. My Type - Saint Motel
5. Lifted Up - Passion Pit
6. In Harmony - Asgeir
7. When We Were Young - Dillon Francis & Sultan + Ned Shepard feat. The Chain Gang of 1974
8. Elevate - St. Lucia
9. After the Disco - Broken Bells
10. Rather Be - Clean Bandit feat. Jess Glynne
11. You're On - Madeon feat. Kyan
12. Love the past, Play the future - CTS
13. Symphony No. 9 - Erich Leinsdorf

## Squadre e competizioni presenti

### Coppe
- UEFA Champions League (con licenza)
- UEFA Europa League  (con licenza)
- Supercoppa UEFA  (con licenza)
- Copa Bridgestone Libertadores (con licenza)
- Copa Total Sudamericana (con licenza)
- Recopa Sudamericana (con licenza)
- Asian Champions League (con licenza)
- Mondiale per Club (Senza licenza)
- FIFA World Cup (Senza licenza)
- Campionato europeo di calcio (con licenza DLC)
- Coppa d'Africa (Senza licenza)
- Coppa d'Asia (Senza licenza)
- Copa América (Senza licenza)

### Campionati
- Premier League: 1 squadra con licenza ( Manchester Utd), 19 squadre senza licenza, lega senza licenza.[1]
- Football League Championship: Tutte le 24 squadre senza licenza, lega senza licenza.
- Ligue 1: Tutte le 20 squadre con licenza, lega con licenza.
- Ligue 2: Tutte le 20 squadre con licenza, lega con licenza.
- Serie A: 19 squadre con licenza, 1 squadra senza licenza (il  Sassuolo), lega senza licenza.[1]
- Serie B: 22 squadre senza licenza, lega senza licenza.
- Eredivisie: Tutte le 18 squadre con licenza, lega con licenza.
- Liga BBVA: Tutte le 20 squadre con licenza, lega con licenza.
- Liga Adelante: Tutte le 22 squadre con licenza, lega con licenza.
- Primeira Liga: 3 squadre con licenza ( Benfica,  Porto e  Sporting Lisbona), 15 senza licenza, lega senza licenza.[1]
- Primera División: 7 squadre con licenza, 9 senza licenza, lega senza licenza.[2]
- Primera División: 14 squadre con licenza, 16 senza licenza, lega senza licenza.[2]
- Brasileiro Série A: Tutte le 20 squadre con licenza, lega senza licenza.[3]
- Campionato PEU: 20 squadre europee completamente personalizzabili. (Prendono parte alla Champions League e all'Europa League)
- Campionato PLA: 20 squadre sudamericane completamente personalizzabili. (Prendono parte alla Copa Libertadores e alla Copa Sudamericana).
- Campionato PAS: 20 squadre asiatiche completamente personalizzabili. (Prendono parte all'AFC Champions League)

### Coppe Nazionali
- FA Cup (senza licenza)
- Community Shield (senza licenza)
- Coupe de France (senza licenza)
- Supercoppa francese(senza licenza)
- Coppa Italia (senza licenza)
- Supercoppa italiana (senza licenza)
- KNVB Cup (senza licenza)
- Supercoppa d'Olanda (senza licenza)
- Copa del Rey (senza licenza)
- Supercopa de España (senza licenza)
- Taça de Portugal (senza licenza)
- Supercoppa Portoghese (senza licenza)
- Copa Argentina (senza licenza)
- Supercopa Argentina (senza licenza)
- Copa do Brasil (senza licenza)
- Coppa PEU
- Coppa PLA
- Coppa PAS

### Altre squadre (Europa)
1 = Aggiunte con il DLC 1.0
2 = Aggiunte con il DLC 2.0
- Qarabağ1
- Gent
- APOEL1
- Dinamo Zagabria2
- HJK1
- Bayern Monaco
- Wolfsburg
- Borussia M'gladbach
- Olympiacos
- Panathīnaïkos1
- Maccabi Tel Aviv1
- Sparta Praga
- Zenit San Pietroburgo
- Partizan1
- Basilea
- Galatasaray1
- Dinamo Kiev

### Altre squadre (Sudamerica)
- Atl. Tucumán
- Patronato
- Botafogo[1]
- Criciúma[1]
- Bahia[1]
- Vitória[1]

### Nazionali
L'unica modifica di PES 2016 è la perdita delle licenze di Grecia e Portogallo, quest'ultima fino all'arrivo del DLC 2.0. Inoltre, Finlandia e Montenegro sono sostituite da Albania e Islanda.

#### Europa
- Albania
- Austria
- Belgio
- Bosnia ed Erzegovina1
- Bulgaria
- Croazia1
- Danimarca
- Francia
- Galles1
- Germania
- Grecia
- Inghilterra

- Irlanda
- Islanda1
- Israele
- Italia
- Paesi Bassi
- Irlanda del Nord1
- Norvegia
- Polonia
- Portogallo2
- Rep. Ceca1
- Romania
- Russia

- Scozia
- Serbia
- Slovacchia1
- Slovenia
- Spagna
- Svezia
- Svizzera
- Turchia1
- Ucraina1
- Ungheria

#### Africa
- Algeria1
- Burkina Faso1
- Camerun
- Costa d'Avorio
- Egitto

- Ghana1
- Guinea1
- Mali1
- Marocco
- Nigeria1

- Senegal1
- Sudafrica
- Tunisia1
- Zambia1

#### Nordamerica
- Costa Rica
- Honduras1
- Giamaica1

- Messico1
- Panama1
- Stati Uniti1

#### Sudamerica
- Argentina
- Bolivia
- Brasile
- Cile
- Colombia

- Ecuador1
- Paraguay1
- Perù
- Uruguay
- Venezuela1

#### Asia e Oceania
- Arabia Saudita1
- Australia
- Cina1
- Corea del Nord1
- Corea del Sud1
- Emirati Arabi Uniti1

- Iran1
- Iraq1
- Giappone1
- Giordania1
- Kuwait1
- Libano1

- Nuova Zelanda
- Oman1
- Qatar1
- Thailandia1
- Uzbekistan

#### Nazionali classiche
- European Classics1
- World Classics1

In grassetto le nazionali con licenza completa, che comprende divise, volti e nomi reali.
1 = squadra con i nomi dei giocatori fittizi.
2 = licenza aggiunta successivamente con il Data Pack 2.0

## Aggiornamenti

### DLC
DLC 1.00
È stato pubblicato il 29 ottobre 2015. Il DLC aggiunge 7 nuove squadre (Galatasaray, Apoel, Maccabi Tel Aviv, Panathinaikos, Qarabag, HJK Helsinki, FK Partizan e Independiente), aggiorna le rose al 30 agosto 2015, aggiunge e migliora circa 70 volti, sistema alcune divise e aggiunge nuovi scarpini. Inoltre aggiunge le grafiche tv per la UEFA Europa League, non presenti al Day One.
DLC 2.00
È stato pubblicato il 3 dicembre 2015. Il DLC aggiunge nuovi kits per le nazionali tedesca, italiana e spagnola, per le squadre Corinthians e Internacional, inoltre aggiunge i kit ufficiali della nazionale del Portogallo. Aggiunge 8 nuovi scarpini di Mizuno, Joma (debutto nella serie) e Puma, due nuovi palloni Nike per AFC Champions League e Copa Sudamericana, 51 nuovi volti inclusi Julian Draxler, Nikola Kalinic, Felipe Melo e Kevin De Bruyne e aggiorna le grafiche per la Supercoppa UEFA. E inoltre aggiunge la Dinamo Zagabria che ha partecipato alla UEFA Champions League 2015-2016.
DLC 3.00 UEFA EURO 2016
PES 2016 detiene la licenza esclusiva di UEFA Euro 2016. Il DLC ufficiale legato alla modalità è stato reso disponibile gratuitamente dal 24 marzo per PlayStation 4, PlayStation 3, Xbox One, Xbox 360 e PC. 15 nazionali hanno la licenza: Inghilterra, Galles, Germania, Spagna, Portogallo, Italia, Ucraina, Repubblica Ceca, Croazia, Slovacchia, Islanda, Turchia, Albania, Irlanda del Nord e Francia. 
E inoltre aggiunge le due squadre neopromosse del campionato argentino 2016 cioè Atlético Tucumán (AC AQUA STRIPE) e Patronato (ER BLACK STRIPE) che si trovano in "Altre (America Latina)" e che quindi si sostituiscono con le retrocesse Crucero del Norte (MN YELLOW ORANGE) e Nueva Chicago (GB GREEN BLACK).
DLC 4.00
Aggiornamento di alcune divise nazionali (Islanda, Inghilterra, Olanda, Croazia, Turchia, Brasile, Francia, Portogallo) e di club (CD Lugo, Santos, Flamengo, Torino) e aggiunta di due scarpini ufficiali Adidas (X 16+ PURECHAOS, ACE 16+ PURECONTROL).

## Stadi

### Con licenza
|    | Stadio                            | Nazione     | Squadra                   |
| -- | --------------------------------- | ----------- | ------------------------- |
| 1  | Allianz Arena                     | Germania    | Bayern Monaco             |
| 2  | Old Trafford                      | Inghilterra | Manchester Utd            |
| 3  | Stade de France                   | Francia     | Francia                   |
| 4  | Juventus Stadium                  | Italia      | Juventus                  |
| 5  | Stadio Giuseppe Meazza            | Italia      | Inter                     |
| 6  | Stadio San Siro                   | Italia      | Milan                     |
| 7  | St. Jakob-Park                    | Svizzera    | Basilea                   |
| 8  | Arena Corinthians1                | Brasile     | Corinthians               |
| 9  | Mineirão1                         | Brasile     | Cruzeiro Atlético Mineiro |
| 10 | Estádio do Morumbi                | Brasile     | San Paolo                 |
| 11 | Estádio Urbano Caldeira           | Brasile     | Santos                    |
| 12 | Estádio Beira-Rio1                | Brasile     | Internacional             |
| 13 | Estádio Jornalista Mário Filho1 2 | Brasile     | Flamengo Fluminense       |
| 14 | Saitama Stadium                   | Giappone    | Urawa Reds                |

### Senza licenza
|    | Stadio                    |
| -- | ------------------------- |
| 15 | Konami Stadium            |
| 16 | Metropole Arena           |
| 17 | Estadio De Scorpião       |
| 18 | Estadio del Nuevo Triunfo |
| 19 | Estadio de Sagittaire1    |
| 20 | Stadio Orione1            |
| 21 | Burg Stadium              |
| 22 | Estadio del Martingal1    |
| 23 | Rose Park Stadium1        |
| 24 | Coliseo de los Deportes1  |

1 = Non presente nella versione per Ps3.
2 = Aggiunto successivamente tramite DLC.